# Gonomyia micromera
Gonomyia micromera är en tvåvingeart som beskrevs av Alexander 1945. Gonomyia micromera ingår i släktet Gonomyia och familjen småharkrankar. Inga underarter finns listade i Catalogue of Life.